# Стельвио (перевал)

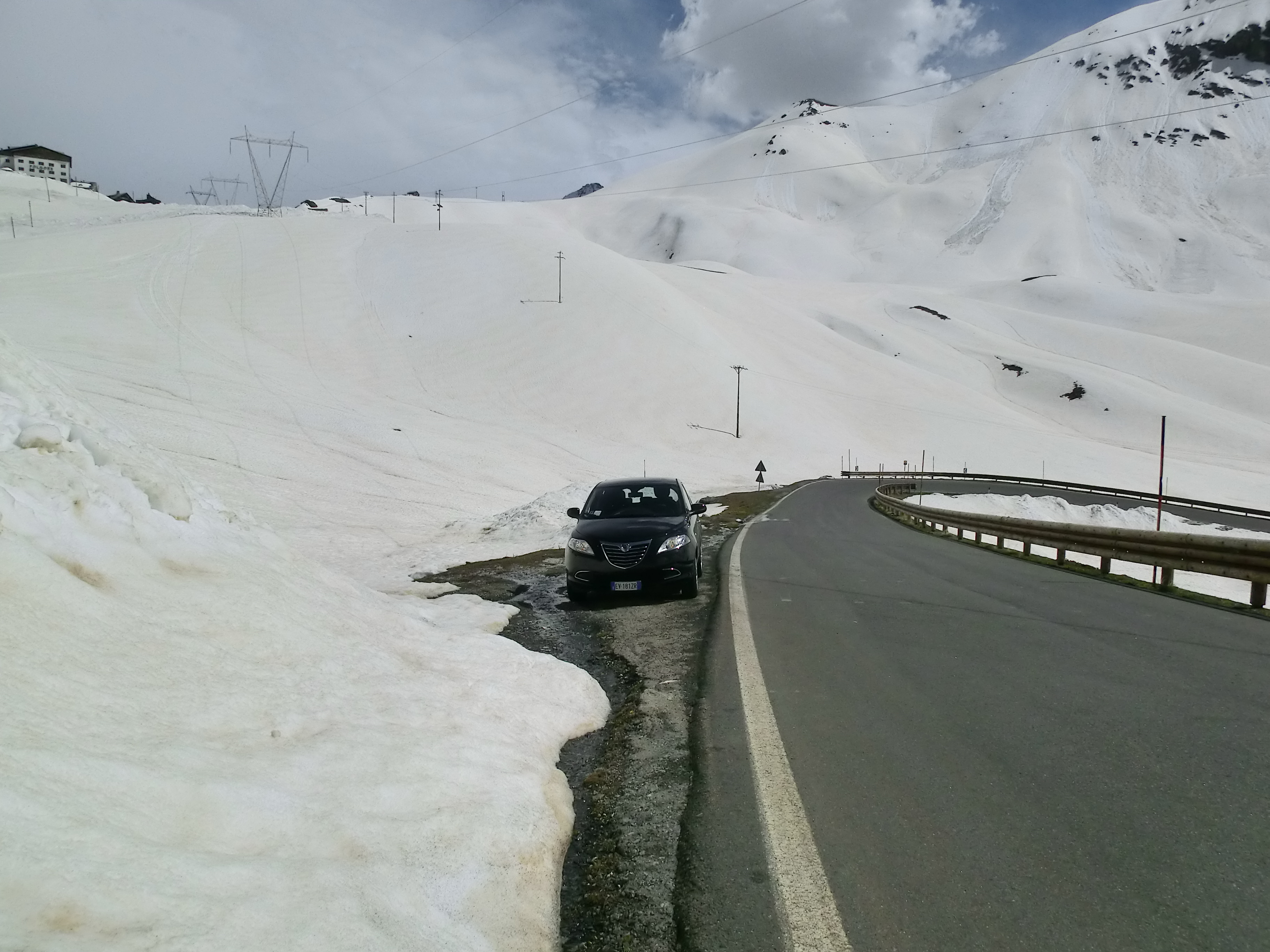
Чем ближе к перевалу Стельвио, тем больше снега даже в июле.

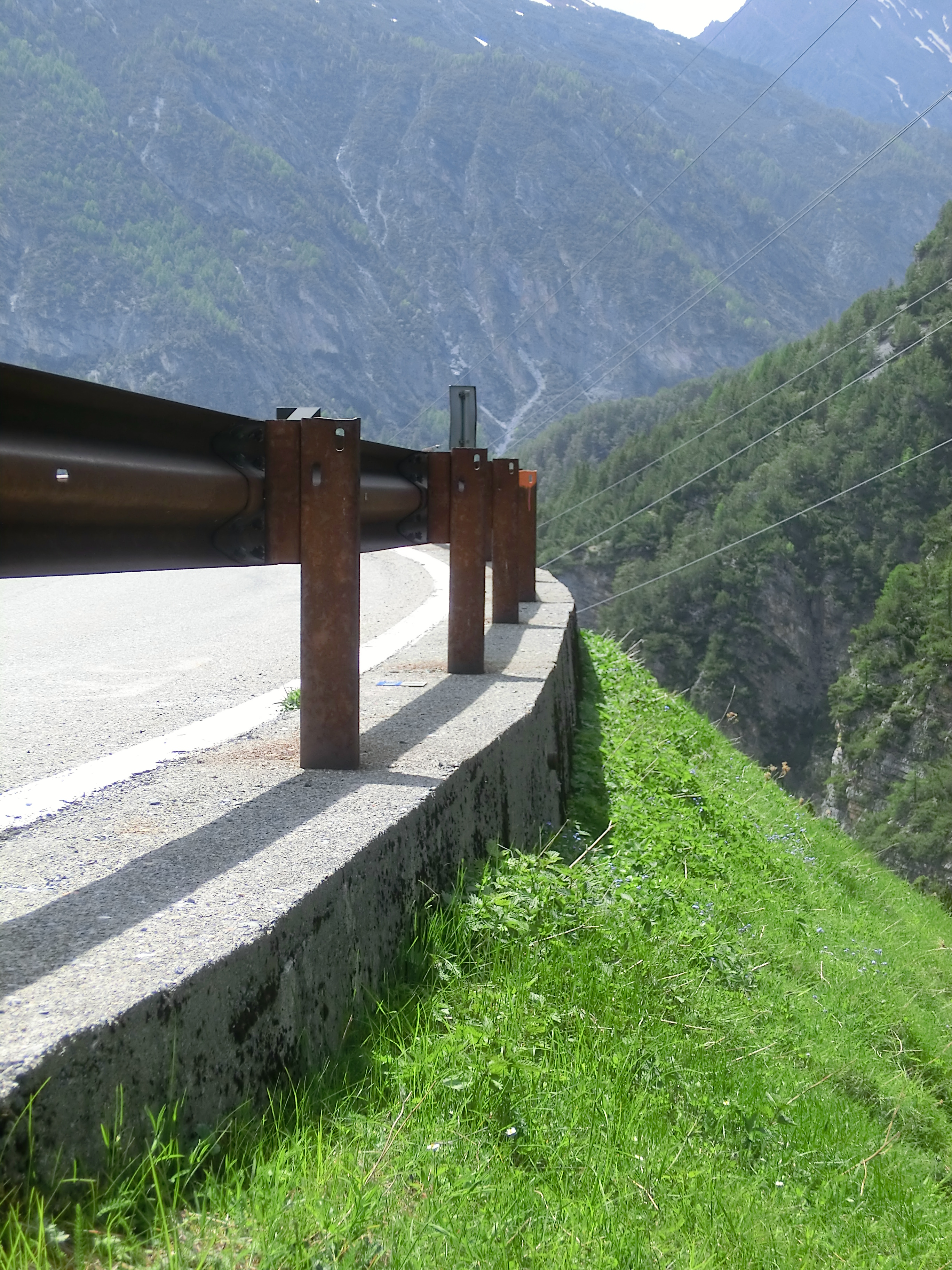
Дорожные ограждения, к сожалению, удерживают не всех от падения в пропасть...

Стельвио (итал. Passo dello Stelvio, нем. Stilfser Joch) — перевал, расположенный в Италии на высоте 2757 метров. Это второй по высоте перевал в восточных Альпах с асфальтированной дорогой. Первое место занимает перевал Коль де л’Изеран (2770 м) во Франции.
Перевал расположен всего в 200 метрах от швейцарской границы. Над перевалом есть гора, которую называют «вершиной трех языков», так как рядом проходят границы с Австрией и Швейцарией, и в этом регионе господствуют три языка: итальянский, немецкий и ретороманский. На перевале существует небольшой ледник, где можно кататься летом.

## Режим движения
Обычно дорога на перевал закрыта с ноября по конец мая. Объезд осуществляется по дороге 28 через туннель Munt la Schera Tunnel. Данная мера безопасности обусловлена не только трудностями подъема в зимний период. До открытия сезона здесь случаются обвалы, которые повреждают дорогу. Один из них случился в мае 2018 года, частично разрушив один участок дороги и засыпав другой, проходящий ниже.

## История
Дорога была построена в 1820—1825 годах Австрийской империей, под руководством Carlo Donegani. С тех пор дорога не изменилась. Все так же семьдесят пять крутых поворотов, 48 из них нумеруются на северной стороне камнями. Стельвио неоднократно включался в трассу знаменитой велогонки Джиро д'Италия проходящей в мае и является пожалуй самой знаменитой Чима Коппи (итал.: Cima Coppi), наивысшей точкой всего маршрута.
Перевал имеет большое значение и для любительского спорта, когда открывает свою трассу (с июня по сентябрь). Бесчисленное количество велосипедистов и мотоциклистов борются, чтобы подняться на самый высокий участок дороги в восточных Альпах. Каждый год по закрытой трассе (в конце августа) проходит соревнование велосипедистов.

## Джиро д'Италия
| Год  | Этап | Старт          | Финиш                 | Первый на вершине         | Премия     |
| ---- | ---- | -------------- | --------------------- | ------------------------- | ---------- |
| 1953 | 20   | Больцано       | Бормио                | Фаусто Коппи (ITA)        | -          |
| 1961 | 20   | Тренто         | Бормио                | Шарли Голь (LUX)          | -          |
| 1965 | 20   | Мадезимо       | перевал Стельвио      | Graziano Battistini (ITA) | Cima Coppi |
| 1972 | 17   | Ливиньо        | перевал Стельвио      | José Manuel Fuente (ESP)  | Cima Coppi |
| 1975 | 21   | Аллеге         | перевал Стельвио      | Франциско Гальдос (ESP)   | Cima Coppi |
| 1980 | 20   | Клес           | Сондрио               | Жан-Рене Бернадо (FRA)    | Cima Coppi |
| 1994 | 15   | Мерано         | Априка                | Franco Vona (ITA)         | Cima Coppi |
| 2005 | 14   | Энья           | Ливиньо               | Хосе Рухано (VEN)         | Cima Coppi |
| 2012 | 20   | Валь-ди-Соле   | перевал Стельвио      | Томас де Гент (BEL)       | Cima Coppi |
| 2014 | 16   | Понте-ди-Леньо | Val Martello Мартелло | Дарио Катальдо (ITA)      | Cima Coppi |
| 2017 | 16   | Роветта        | Бормио                | Микель Ланда (ESP)        | Cima Coppi |
| 2020 | 18   | Пинцоло        | Лаго-ди-Канкано       | Роан Деннис (AUS)         | Cima Coppi |

## Несчастные случаи и ДТП
Дорога пользуются популярностью у туристов, которые приезжают сюда на самых разных видах транспорта. Качество дорожного покрытия и ограждения вызывают у некоторых иллюзию полной безопасности. Из-за этого здесь нередко происходят смертельные ДТП. Частыми их жертвами являются мотоциклисты. Так, 8 июля[уточнить] в двух разных инцидентах здесь погибли сразу два мотоциклиста, в том числе испанский турист, вылетевший с 21-й "шпильки", (как именуются в обиходе крутые повороты дороги-серпантина) и упавший в пропасть. В сентябре 2016 года 33-летний немец не справился с управлением внутри туннеля Diroccamento и упал, ударившись головой об стену. От роковой травмы его не спас даже шлем. 

## Галерея

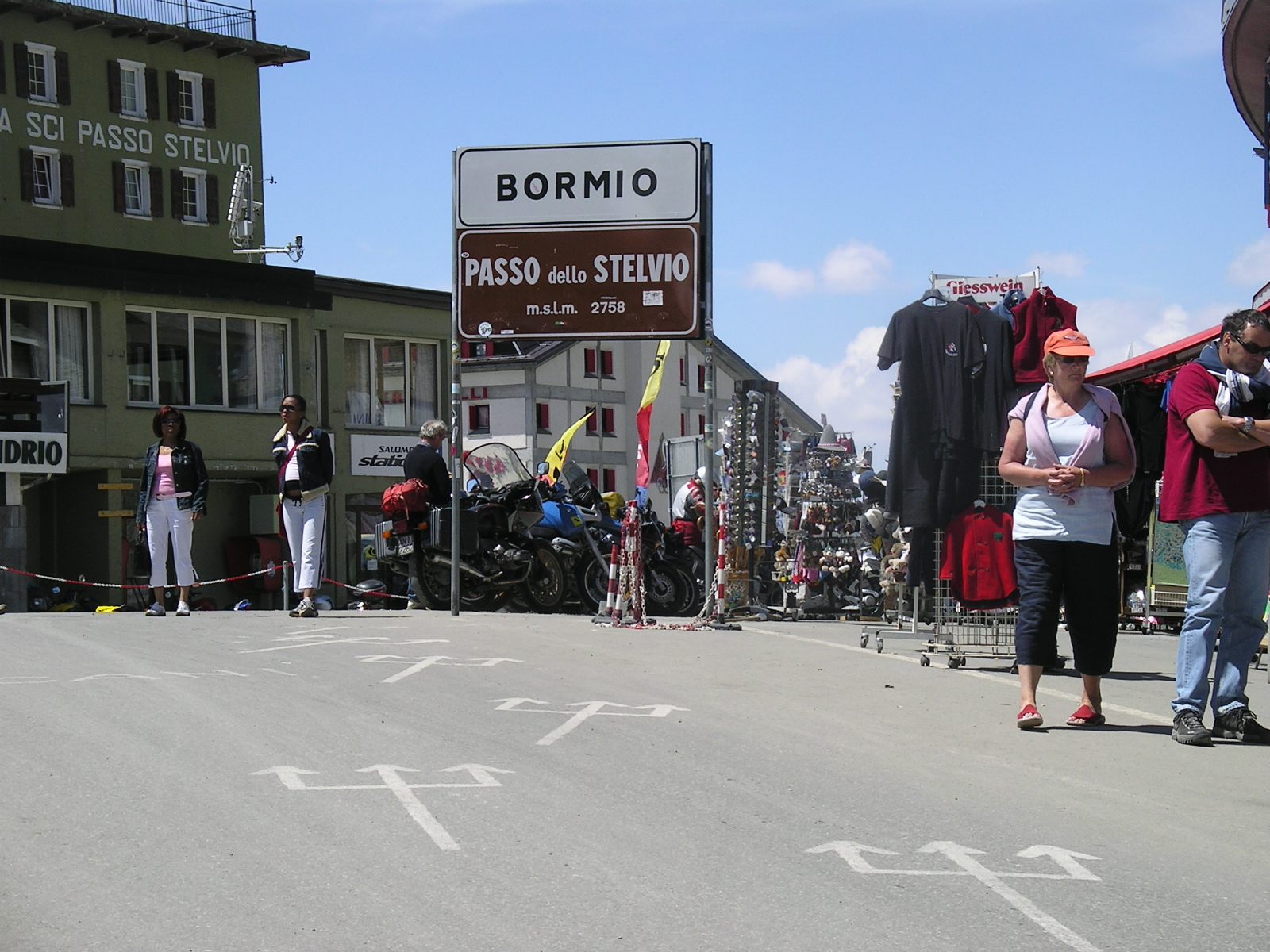
На вершине перевала
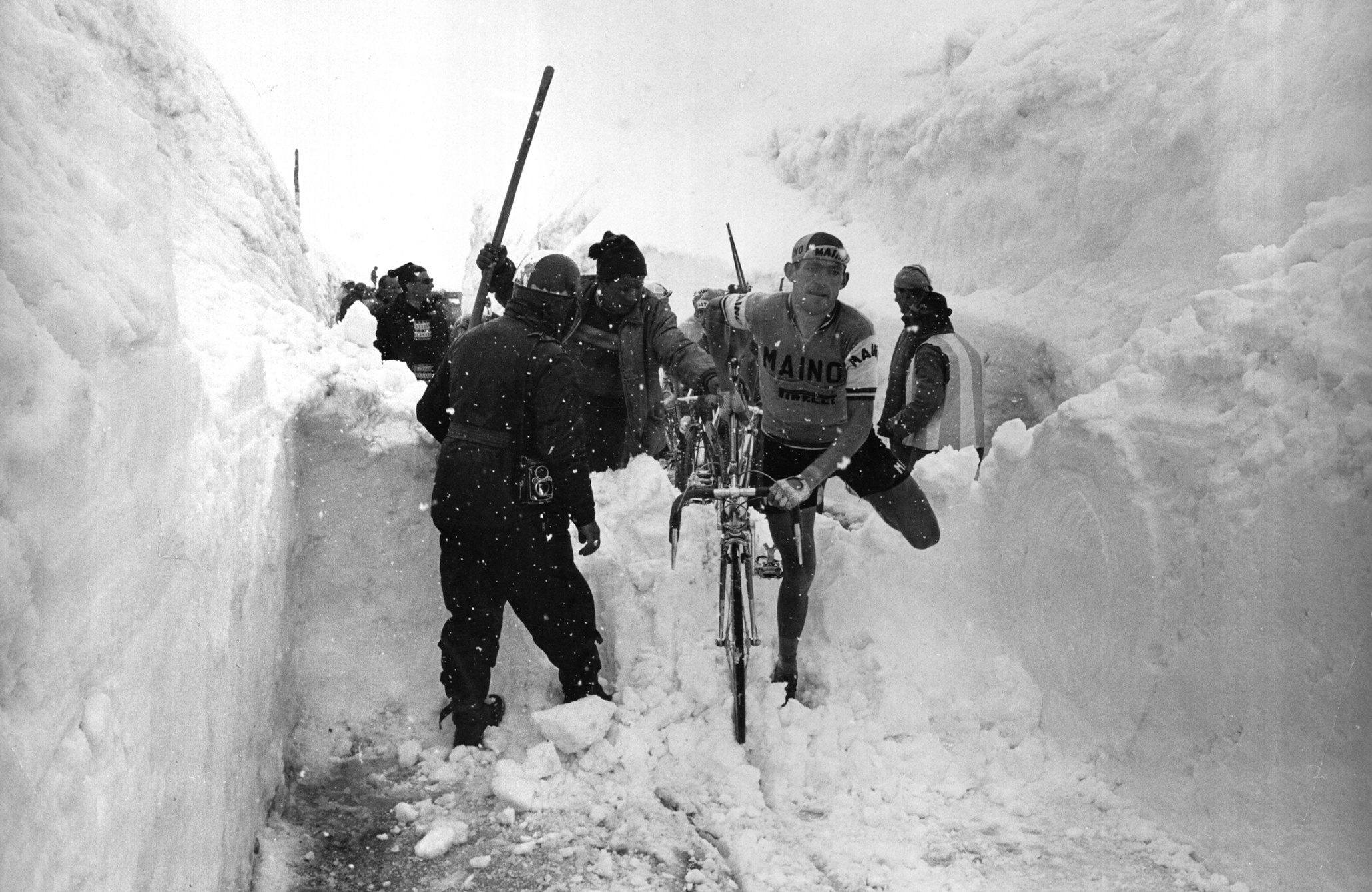
Альдо Мосер на 20-м этапе Джиро д'Италия 3 июня 1965 года
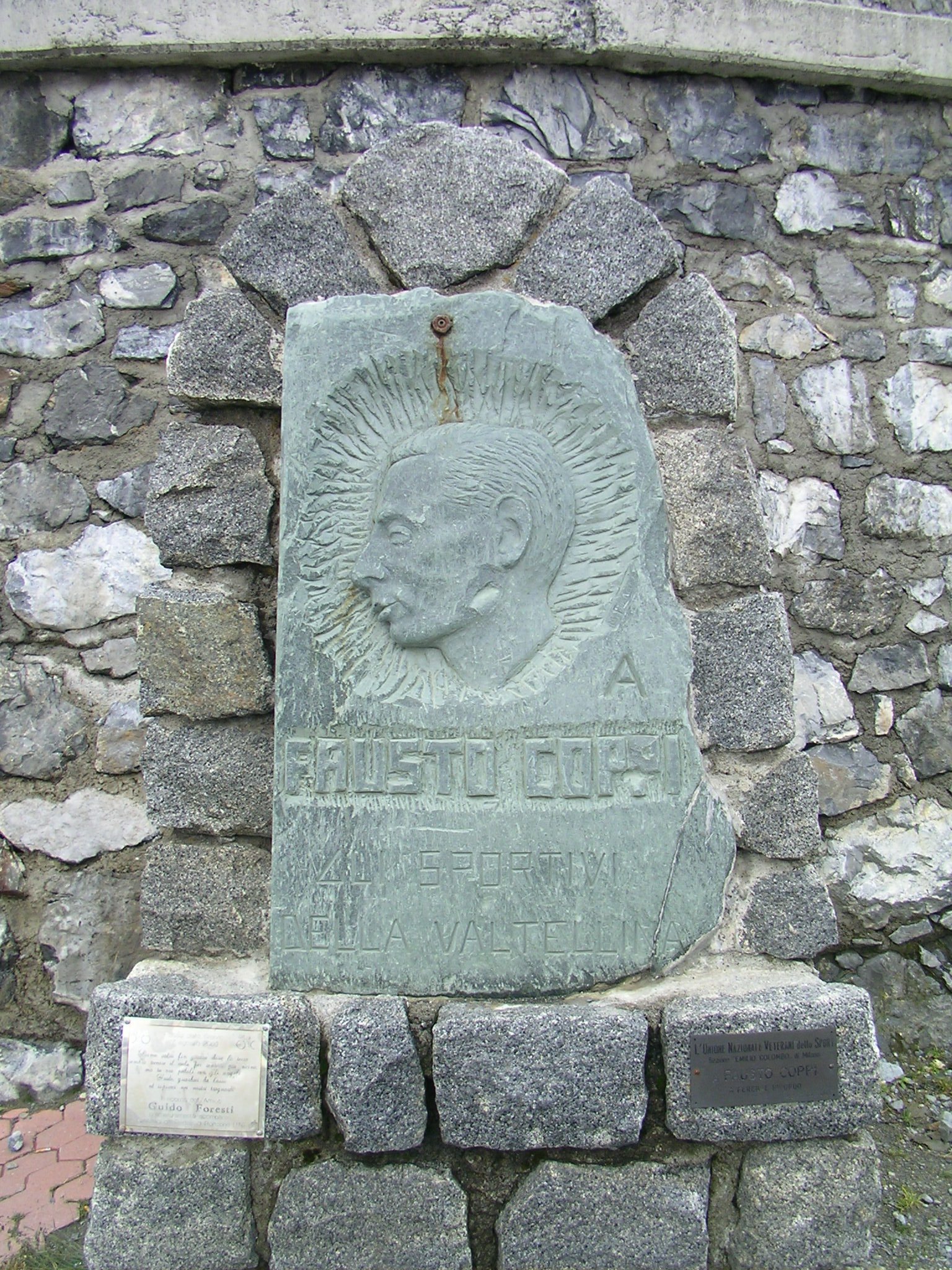
Монумент Фаусто Коппи
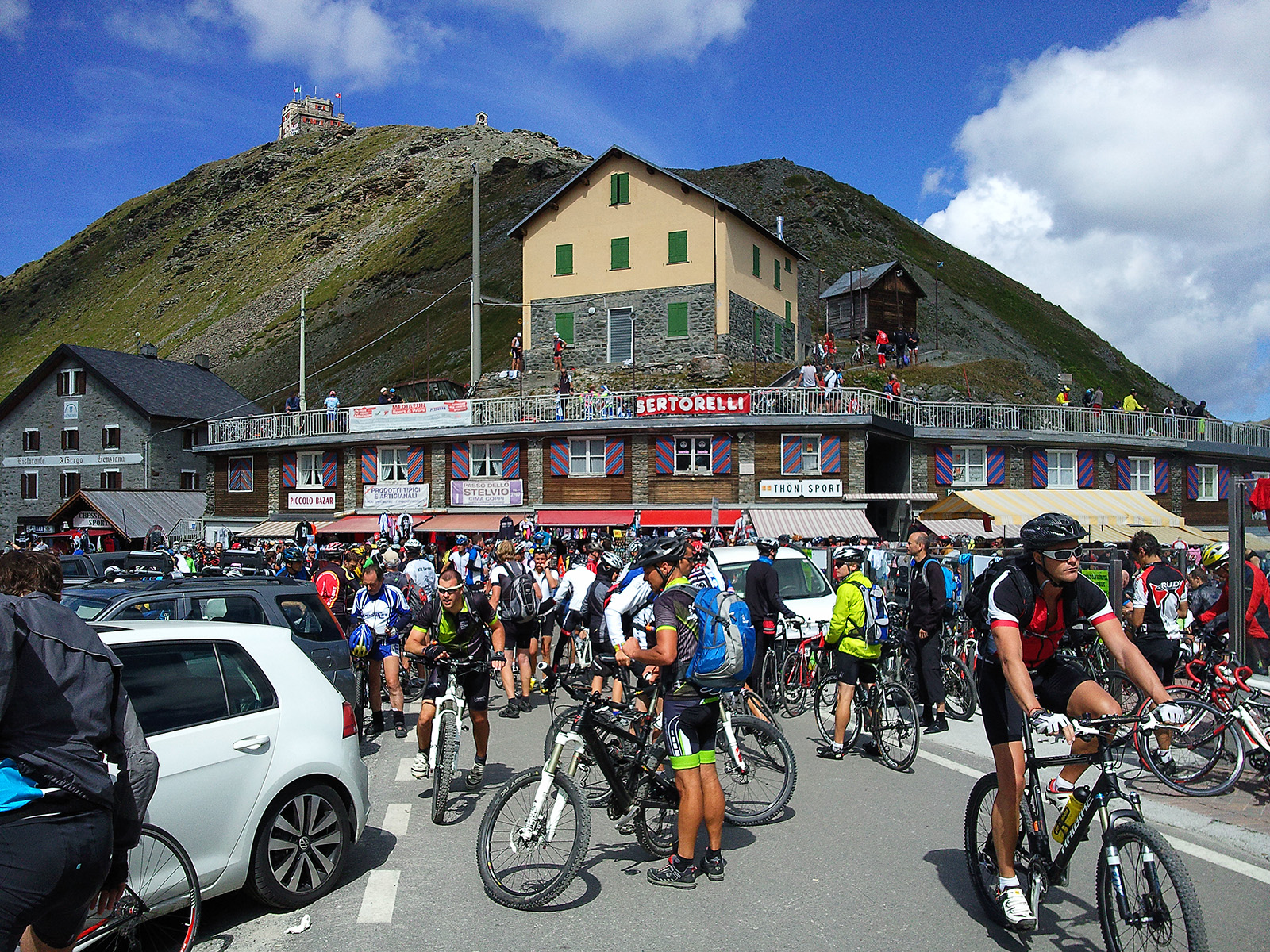
День велосипедистов